# Haldwani-cum-Kathgodam
Haldwani-cum-Kathgodam là một thành phố và là nơi đặt ban đô thị (municipal board) của quận Nainital thuộc bang Uttaranchal, Ấn Độ.

## Nhân khẩu
Theo điều tra dân số năm 2001 của Ấn Độ, Haldwani-cum-Kathgodam có dân số 129.140 người. Phái nam chiếm 53% tổng số dân và phái nữ chiếm 47%. Haldwani-cum-Kathgodam có tỷ lệ 69% biết đọc biết viết, cao hơn tỷ lệ trung bình toàn quốc là 59,5%: tỷ lệ cho phái nam là 73%, và tỷ lệ cho phái nữ là 65%. Tại Haldwani-cum-Kathgodam, 14% dân số nhỏ hơn 6 tuổi.